# NGC 1360
NGC 1360 је планетарна маглина у сазвежђу Пећ која се налази на NGC листи објеката дубоког неба.
Деклинација објекта је - 25° 52' 16" а ректасцензија 3h 33m 14,6s. Привидна величина (магнитуда) објекта NGC 1360 износи 9,4 а фотографска магнитуда 9,6. NGC 1360 је још познат и под ознакама PK 220-53.1, ESO 482-PN7, AM 0331-260, CS=11.4.